# پژوهش همگذاری کهکشان و جرم
پژوهش همگذاری جرم و کهکشان (GAMA) پروژه‌ای برای بهره‌برداری از تازه‌تزین نسل امکانات پژوهشی زمینی میدان-گسترده برای مطالعه کیهان‌شناسی و شکل‌گیری و تکامل کهکشان‌هاست. GAMA داده‌های تولید شده توسط تعدادی از ابزارهای پیشرفته رده جهانی را گردهم می‌آورد:
- تلسکوپ آنگلو-استرالیایی (AAT)
- تلسکوپ پژوهش وی‌ال‌تی (VST)
- تلسکوپ مرئی و فروسرخ اخترشناسی (VISTA)
- تلسکوپ مسیریاب آرایه کیلومتر مربعی استرالیایی (ASKAP)
- رصدخانه فضایی هرشل
- کاوشگر تکامل کهکشان‌ها (GALEX)

از داده‌های تولید شده این وسایل استفاده می‌شود تا یک پایگاه داده چند طول موجی از تقریباً ۳۷۵۰۰۰ کهکشان در جهان محلی و در یک ناحیه ۳۶۰ درجه از آسمان تشکیل داد.

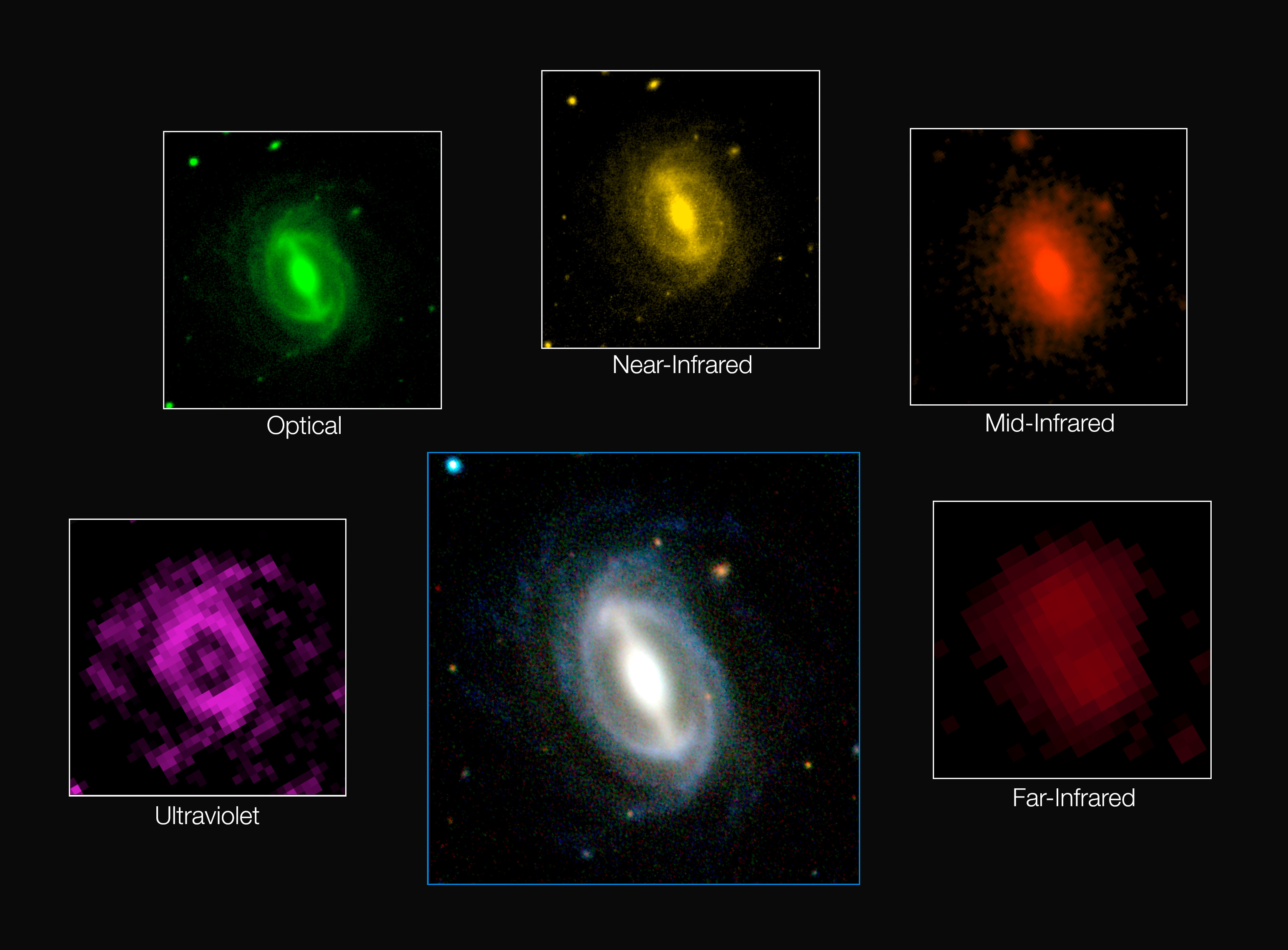
طرح‌واره‌ای ترکیبی که نشان می‌دهد چگونه یک‌کهکشان معمولی در طول موج‌های مختلف، در بررسی GAMA ظاهر می‌شوند.

هدف اصلی GAMA مطالعه ساختارهایی در مقیاس ۱ کیلوپارسک تا ۱ مگاپارسک است که شامل خوشه‌های کهکشانی، گروهها، ادغام ساختارهای کهکشانی می‌شود. در این مقیاس‌هاست که باریون نقشی کلیدی در شکل‌گیری کهکشان‌ها و فرایندهای تکاملی پس از آن بازی می‌کند.